# Yeşiltepe, Erzin
Yeşiltepe là một xã thuộc huyện Erzin, tỉnh Hatay, Thổ Nhĩ Kỳ. Dân số thời điểm năm 2011 là 1.102 người.